# Hypsugo dolichodon
Hypsugo dolichodon — вид родини Лиликові (Vespertilionidae), ссавець ряду лиликоподібні (Vespertilioniformes, seu Chiroptera).

## Етимологія
дав.-гр. δολιχός — «довгий, збільшений», дав.-гр. ὀδούς — «зуби», посилаючись на довгі верхні ікла нового виду, які відокремлюють його від пд.-сх. азійських родичів.

## Морфологія
Невеликих розмірів, з довжиною передпліччя між 35,2 і 38,4 мм, довжина стопи між 5,9 і 7 мм.
Спинна частина чорно-бура з світлішими кінчиками волосин, а черевна частина білувата з основами волосся чорно-коричневими. Вуха відносно короткі й широкі, із закругленими кінцями. Крилові мембрани чорні. Має довгий хвіст.

## Середовище проживання
Цей вид живе в південних частинах Лаосу і В'єтнаму.

## Життя
Харчується комахами.